# World Top Four de Voleibol Feminino de 1994
O World Top Four de Voleibol Feminino de 1994 foi uma competição que reuniu os três medalhistas do Campeonato Mundial de Voleibol Feminino de 1994 (realizado no Brasil) e o Japão (país-sede), e foi realizado entre os dias 11 de novembro e 16 de novembro de 1994, nas cidades japonesas de Tóquio e Osaka.

## Equipes Participantes
| Seleção | Qualificação                         |
| ------- | ------------------------------------ |
| Japão   | País-sede                            |
| Cuba    | medalha de ouro no mundial de 1994   |
| Brasil  | medalha de prata no mundial de 1994  |
| Rússia  | medalha de bronze no mundial de 1994 |

## Primeira Fase - Tóquio
| Data  | Jogo   | Jogo | Jogo   | Parciais | Parciais | Parciais | Parciais | Parciais |
| Data  | Jogo   | Jogo | Jogo   | 1        | 2        | 3        | 4        | 5        |
| ----- | ------ | ---- | ------ | -------- | -------- | -------- | -------- | -------- |
| 11/11 | Cuba   | 3-0  | Brasil | 15-09    | 15-13    | 15-08    | -        | -        |
| 11/11 | Rússia | 3-0  | Japão  | 15-13    | 15-05    | 15-12    | -        | -        |
| 12/11 | Cuba   | 3-1  | Rússia | 15-07    | 16-14    | 05-15    | 15-05    | -        |
| 12/11 | Brasil | 3-1  | Japão  | 15-12    | 13-15    | 15-08    | 15-10    | -        |
| 13/11 | Brasil | 3-2  | Rússia | 15-09    | 07-15    | 12-15    | 15-11    | 15-10    |
| 13/11 | Cuba   | 3-1  | Japão  | 15-12    | 11-15    | 15-13    | 15-10    | -        |

## Classificação da Primeira Fase
| Pos | Equipe | Pts | J | V | D | SP | SC | SA    | PP  | PC  | PA    |
| --- | ------ | --- | - | - | - | -- | -- | ----- | --- | --- | ----- |
| 1   | Cuba   | 6   | 3 | 3 | 0 | 9  | 2  | 4,500 | 152 | 121 | 1,256 |
| 2   | Brasil | 5   | 3 | 2 | 1 | 6  | 6  | 1,000 | 152 | 151 | 1,006 |
| 3   | Rússia | 4   | 3 | 1 | 2 | 6  | 6  | 1,000 | 146 | 145 | 1,007 |
| 4   | Japão  | 3   | 3 | 0 | 3 | 2  | 9  | 0,222 | 126 | 159 | 0,792 |

PTS - pontos, J - jogos, V - vitórias, D - derrotas, SP - sets pró, SC - sets contra, SA - sets average, PP - pontos pró, PC - pontos contra, PA - pontos average

## Semifinais - Osaka
| Data  | Jogo   | Jogo | Jogo   | Parciais | Parciais | Parciais | Parciais | Parciais |
| Data  | Jogo   | Jogo | Jogo   | 1        | 2        | 3        | 4        | 5        |
| ----- | ------ | ---- | ------ | -------- | -------- | -------- | -------- | -------- |
| 15/11 | Brasil | 3-0  | Rússia | 15-03    | 15-02    | 15-11    | -        | -        |
| 15/11 | Cuba   | 3-1  | Japão  | 15-10    | 11-15    | 15-08    | 15-06    | -        |

## Disputa do Bronze - Osaka
| Data  | Jogo   | Jogo | Jogo  | Parciais | Parciais | Parciais | Parciais | Parciais |
| Data  | Jogo   | Jogo | Jogo  | 1        | 2        | 3        | 4        | 5        |
| ----- | ------ | ---- | ----- | -------- | -------- | -------- | -------- | -------- |
| 16/11 | Rússia | 3-1  | Japão | 15-12    | 12-15    | 15-12    | 15-09    | -        |

## Final - Osaka
| Data  | Jogo | Jogo | Jogo   | Parciais | Parciais | Parciais | Parciais | Parciais |
| Data  | Jogo | Jogo | Jogo   | 1        | 2        | 3        | 4        | 5        |
| ----- | ---- | ---- | ------ | -------- | -------- | -------- | -------- | -------- |
| 16/11 | Cuba | 3-1  | Brasil | 08-15    | 15-13    | 15-13    | 15-07    | -        |

## Classificação Final
| #      | Equipe |
| ------ | ------ |
| Gold   | Cuba   |
| Silver | Brasil |
| Bronze | Rússia |
| 4.     | Japão  |